# North Brentwood
North Brentwood – miasto w Stanach Zjednoczonych, w stanie Maryland, w hrabstwie Prince George’s.